# 高雄アリーナ
高雄アリーナ（たかおアリーナ/通称：高雄巨蛋《たかおきょたん》/英文表記: Kaohsiung Arena/正体字: 高雄市現代化綜合體育館）は台湾高雄市左営区にある15,000人収容可能な多目的スポーツ競技場である。バスケットボールやバレーボール競技の他に音楽会も開催可能である。漢威巨蛋（中国鋼鉄と達欣工程の合同公司）がBOT方式で建設した。ワールドゲームズ2009の競技会場の一つである。本施設は2008年9月27日に正式オープンした。
付属施設として漢神巨蛋ショッピングセンター（中国語: 漢神巨蛋購物廣場）がある。

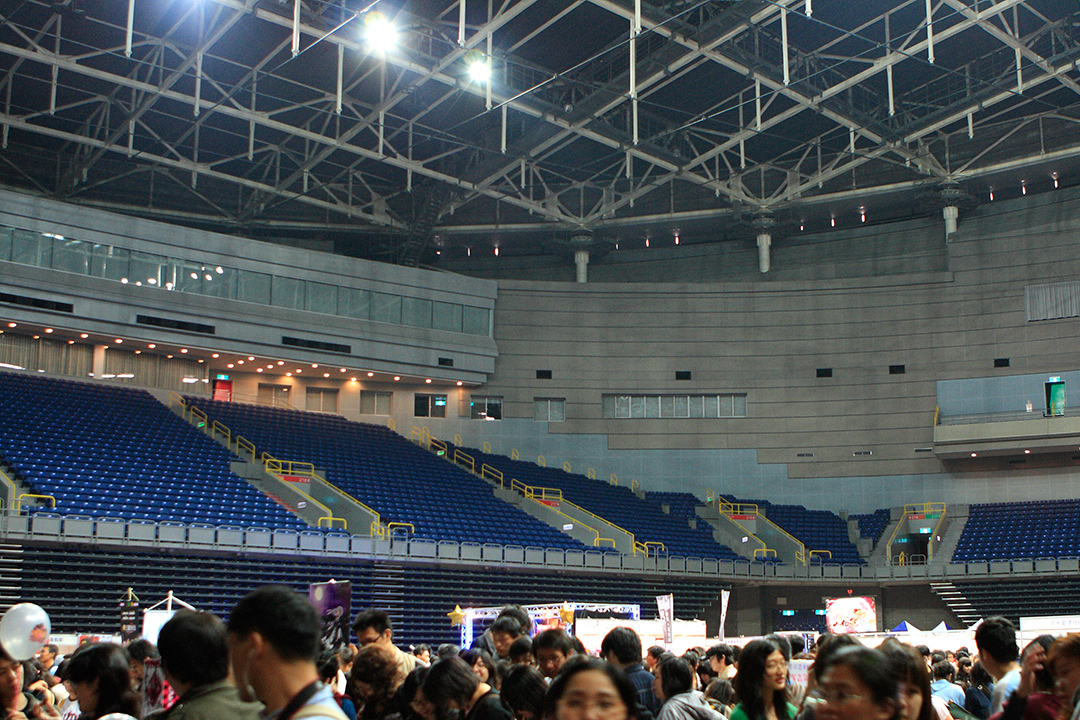
アリーナ内部

## ワールドゲームズ開催種目
- 競技ダンス
  - スタンダード（モダン）ダンス
  - ラテンダンス
  - ロックンロールダンス
- 体操
  - アクロバチック体操
  - 新体操
  - トランポリン
  - タンブリング

## アクセス
- 最寄駅：高雄メトロ巨蛋駅